# گاندوی
گاندوی (به انگلیسی: Gandevi) یک منطقهٔ مسکونی در هند است که در Gandevi Taluka واقع شده‌است. گاندوی ۸ کیلومتر مربع مساحت و ۱۵٬۸۴۳ نفر جمعیت دارد و ۹ متر بالاتر از سطح دریا واقع شده‌است.